# Trưng cầu dân ý hiến pháp Venezuela, 2009
Một cuộc trưng cầu dân ý hiến pháp để xóa bỏ hiến pháp giới hạn hai nhiệm kỳ cho Tổng thống Venezuela, thống đốc, thị trưởng, và đại biểu quốc hội được diễn ra ngày 15 tháng 2 năm 2009. Cuộc trưng cầu dân ý nhằm sửa đổi điều 160, 162, 174, 192 và 230 của Hiến pháp Venezuela năm 1999. Các đề nghị sửa đổi đã được xác nhận bởi 54% phiếu bình chọn là một cuộc bầu cử mà các thanh sát viên quốc tế gọi là "tự do và công bằng" và trong đó có khoảng 67% số cử tri đã đăng ký tham gia.

## Lý do
Tổng thống Hugo Chavez, người đã cầm quyền từ năm 1999, đã lại tìm cách giành quyền ra ứng cử lần nữa vào năm 2013 qua cuộc trưng cầu dân ý, một hành động được coi là để củng cố chế độ xã hội chủ nghĩa ở Venezuela.
Các loa phóng thanh đã phát tiếng kèn chát chúa vào lúc rạng đông ngày Chủ Nhật 15 tháng 2 để đánh thức dân chúng Venezuela. Hàng dài người sau đó đã thấy sắp hàng trước các phòng phiếu mở cửa vào lúc 6 giờ sáng. Một viên chức cơ quan bầu cử quốc gia, German Yepez, nói rằng việc bỏ phiếu diễn tiến bình thường. Các cuộc thăm dò dư luận trước ngày bầu cử cho thấy kết quả cuộc bỏ phiếu sẽ rất sát và các cử tri tin rằng tương lai của quốc gia họ sẽ bị ảnh hưởng.
Theo những người ủng hộ ông Chavez, nhờ vào chính sách của ông mà đời sống người nghèo đã được cải thiện về mọi mặt. Những người chống lại việc cho ông Chavez tái ứng cử cho rằng để cho bất cứ ai cầm quyền trong một thời gian quá lâu là điều nguy hiểm cho tự do dân chủ và phải dành cơ hội cho các thế hệ khác.
Nếu việc thay đổi hiến pháp không được chấp thuận, ông Chavez sẽ phải rời khỏi chức vụ vào năm 2013. Ông đã từng thất bại trong việc vận động để có cơ hội làm tổng thống trọn đời hồi tháng 12 năm 2007 và nói rằng nếu thất bại lần này, ông sẽ lại tiếp tục đưa ra đề nghị thay đổi hiến pháp. Ông Chavez cần có sự thay đổi hiến pháp để có thể tái tranh cử năm 2012 và hoàn tất việc chuyển đổi Venezuela vào chế độ xã hội chủ nghĩa - một tiến trình theo ông có thể cần ít nhất một thập niên nữa.

## Kết quả
| Phiếu                                   | Số phiếu   | %      |
| --------------------------------------- | ---------- | ------ |
| Thuận                                   | 6,310,482  | 54.85  |
| Chống                                   | 5,193,839  | 45.15  |
| Số phiếu hợp lệ                         | 11,504,321 | 98.24  |
| Không hợp lệ hoặc trắng                 | 206,419    | 1.76   |
| Tổng cộng                               | 11,710,740 | 100.00 |
| Cử tri đã đăng ký và cử tri đã bỏ phiếu | 16,652,179 | 70.33  |

## Phản ứng
Những người chỉ trích điều này cho rằng việc hủy bỏ sự giới hạn thời gian ở chức vụ tổng thống cũng như các viên chức khác trong chính phủ sẽ làm sai lệch tinh thần dân chủ. Ông Chavez, vốn đã được bầu lên từ năm 1998, nói rằng đề nghị thay đổi hiến pháp này sẽ làm mạnh mẽ hơn nền dân chủ vì cho cử tri có thêm sự lựa chọn. Ông cũng viện dẫn rằng tổng thống Franklin Roosevelt ở Hoa Kỳ đã được bầu lên 4 nhiệm kỳ. "Mười năm chẳng có nghĩa lý gì. Tôi chẳng hiểu họ than phiền về việc gì," ông nói vào Thứ Bảy 14 tháng 2 năm 2009. Hiến pháp hiện nay, cũng do những người ủng hộ ông Chavez đưa ra năm 1999, cho ông quyền ra ứng cử hai nhiệm kỳ, mỗi nhiệm kỳ sáu năm.